# 瀧山站

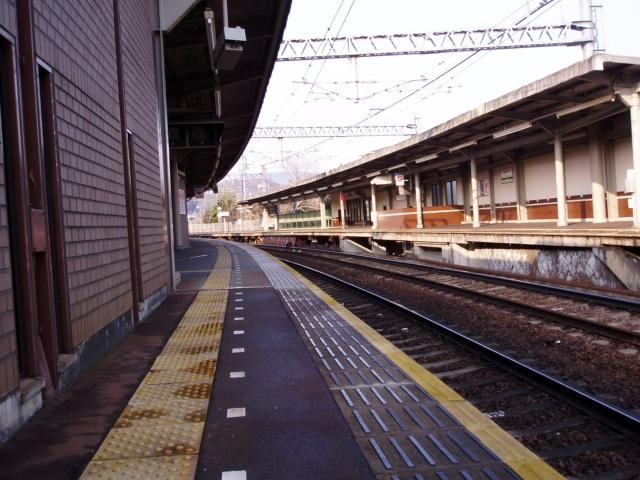
月台

瀧山站（日语：／ Takiyama eki */?）是位於兵庫縣川西市絹延町，屬於能勢電鐵的妙見線車站，車站編號為NS03。

## 歷史
- 1913年（大正2年）4月13日 - 車站啟用[1]。
- 1967年（昭和42年）11月30日 - 隨著鐵路雙線化，車站進行改善工程[4]。
- 1982年（昭和57年）10月30日 - 隨著引入大型列車（1500系（日语：阪急2100系電車#1500系）），車站部分彎位半徑增加[5]，月台也延長了[1]。

## 車站構造
車站是一座地面車站，設有2面2線的相對式月台。
閘口位於山下方向月台南邊。閘口與川西能勢口站方向月台之間設有行人隧道連接。閘口與山下方向月台之間設有4段樓梯，而此站沒有升降機設備。因此，不便使用樓梯的人士需要於平交道兩側，經過斜道才可進入月台。廁所位於閘口附近。山下站方向月台靠近斜道一處設有可讓輪椅人士使用的廁所。但是使用斜道入口需要使用對講機與職員聯絡，隨後職員會使用遠隔操作把斜道的閘口解鎖。
在能勢電鐵所有車站中，此站月台建於彎位上，因此月台與車廂之間會有較大空隙，上落車時需要小心。月台可容納6卡車廂，但是現時只有4卡編成的列車停靠。川西能勢口站方向列車會靠北邊停靠，山下站方向列車會靠南邊停靠。兩月台上均設有候車室。

### 月台
| 月台     | 路線   | 方向                       |
| -------- | ------ | -------------------------- |
| （西邊） | 妙見線 | 山下、妙見口、日生中央方向 |
| （東邊） | 妙見線 | 川西能勢口、寶塚、梅田方向 |

※此站沒有編定月台編號

## 車站周邊
車站附近均為住宅區。在幹線道路中，此站靠近兵庫縣道12號。站前的道路比較狹窄。
- 兵庫縣道12號川西篠山線（日语：兵庫県道12号川西篠山線）
- 豬名川（日语：猪名川）
- 川西市立川西北小學（日语：川西市立川西北小学校）
- 川西市文化會館[1]（已關閉）
- 川西警署（日语：川西警察署）[1]

## 相鄰車站
能勢電鐵
 妙見線
■特急「日生特快」
通過
■普通
絹延橋（NS02）－瀧山（NS03）－鶯之森（NS04）

## 注腳
1. 1 2 3 4 5 6 7 8 9 10 11 12  . 神戸新聞総合出版センター. 2012-12-10: 143. ISBN 9784343006745 （日语）.
2. ↑  曾根悟（監修）. 朝日新聞出版分冊百科編集部（編集） , 编. . 週刊朝日百科. 14号 神戸電鉄・能勢電鉄・北条鉄道・北近畿タンゴ鉄道. 朝日新聞出版. 2011-06-19: 16 （日语）.
3. ↑  川西市 統計要覧 令和元年度版 5－4. 能勢電鉄市内各駅の1日の乗降客数 （页面存档备份，存于）（日語）
4. ↑  《風雪60年》　能勢電氣軌道株式會社編 ，1970年，139頁。
5. ↑  《能勢電鐵80年史》　能勢電鐵株式會社，1991年，218、371頁。

## 外部連結
- 瀧山站 （能勢電鐵） （页面存档备份，存于）（日語）